# Bernard McNally
Bernard Anthony McNally (* 17. Februar 1963 in Shrewsbury) ist ein in England geborener, ehemaliger nordirischer Fußballspieler und -trainer. Der Mittelfeldspieler und „Spielmacher“ war von Beginn der 1980er- bis Mitte der 1990er-Jahre vor allem bekannt für seine Zeit bei den englischen Klubs Shrewsbury Town und West Bromwich Albion in der zweiten und dritten Liga. Darüber hinaus absolvierte er fünf A-Länderspiele zwischen 1986 und 1988 für die nordirische Nationalmannschaft und war Teil des Kaders der WM-Endrunde 1986 in Mexiko. Dort kam er jedoch nicht zum Einsatz.

## Sportlicher Werdegang

### Aktive Karriere
An seinem 18. Geburtstag unterschrieb McNally den ersten Profifußballervertrag bei seinem Heimatklub Shrewsbury Town. Die „Shrews“ durchliefen in den 1980er-Jahren als beständiger Zweitligist die wohl beste Ära in der Vereinsgeschichte und McNally war ab Ende der Saison 1981/82 ein integraler Bestandteil der Mannschaft. Als Spielmacher im Mittelfeld verbrachte er fast ein Jahrzehnt bei dem Klub und absolvierte über 300 Pflichtspiele bis zum Abstieg in der Spielzeit 1988/89. Obwohl für Nordirland spielberechtigt, fand er in der dortigen Nationalmannschaft lange keine Berücksichtigung, bevor er überraschend in den Kader für die WM-Endrunde 1986 in Mexiko berufen wurde – obwohl er zuvor nur ein Länderspiel gegen Marokko (2:1) bestritten hatte. Beim Turnier selbst kam er nicht zum Zug und es folgten in den nächsten zwei Jahren nur noch vier weitere Länderspiele; danach war er bis 1992 immer mal wieder im erweiterten Spieler-Reservoir für die Nationalelf, fand aber darüber hinaus bei Trainer Billy Bingham keine Verwendung mehr.
Im Juli 1989 wechselte McNally für die Ablösesumme von 385.000 Pfund zum Zweitligakonkurrenten West Bromwich Albion. Dort verbrachte er sechs Jahre und fand sich zunächst im Abstiegskampf wieder, den er mit seiner neuen Mannschaft im zweiten Jahr als Tabellenvorletzter verlor. Zwei Jahre später gelang in der Saison 1992/93 über die Playoffs die Rückkehr in die Zweitklassigkeit. Dort konnte er sich in seinen letzten beiden Spielzeiten knapp halten (in der Saison 1993/94 nur dank einer besseren Tordifferenz). Nach dem Ende seiner aktiven Profilaufbahn verbrachte er 18 Monate beim Fünftligisten Hednesford Town und machte mit diesem Verein im FA Cup mit dem Erreichen des vierten Hauptrunde auf sich aufmerksam, in der Hednesford nur knapp dem späteren Finalisten FC Middlesbrough mit 2:3 unterlag. Nach einem letzten Monat für Telford United hängte er aufgrund einer Knöchelverletzung seine Fußballschuhe an den Nagel.

### Trainerlaufbahn
Nachdem er nach dem Ende der aktiven Laufbahn seine Trainerlizenz erworben hatte, kehrte er zu West Bromwich Albion zurück. Dort betreute er im Jugendbereich diverse Altersklassen und übernahm dann einen Funktionärsposten. Im Juli 2004 wurde er dann bis 2006 Trainer des neu gegründeten AFC Telford United, der aus dem aufgelösten Klub Telford United nach Ende der Saison 2003/04 hervorgegangen war. Nächste Stationen waren ab Mai 2008 der indische Pune FC und ab September 2009 sein Ex-Klub Hednesford Town (dort zunächst auf Interimsbasis). Dort führte er das vormals in der unteren Tabellenregion der Southern League befindliche Team in die Aufstiegs-Playoffs. Dort verlor er im Halbfinale und überraschte mit seinem Rücktritt früh in der folgenden Saison 2010/11. Nächste Station war ab Juni der Newtown AFC, den McNally auf Anhieb ins Endspiel des walisischen Ligapokals führte, dort aber im Elfmeterschießen gegen Afan Lido verlor. In der Welsh Premier League tat sich die Mannschaft schwer und im November 2013 schloss er sich seinem Ex-Klub aus Shrewsbury an und übernahm dort die Leitung der Jugendabteilung. Letzte Trainer-Stationen waren danach zwischen November 2014 und Februar 2015 in Wales Port Talbot Town und später im Jahr ein weiteres Mal Hednesford Town, bevor er sich aus gesundheitlichen Gründen aus dem Fußballgeschäft zurückzog. Gefallen fand er später an der Schreibarbeit und wurde Kolumnist des Shropshire Star.